# Palling
Palling là một đô thị trong huyện Traunstein bang Bayern, Đức.